# Pukaskwa River
Pukaskwa River är ett vattendrag i Kanada.   Det ligger i provinsen Ontario, i den sydöstra delen av landet, 800 km väster om huvudstaden Ottawa.